# Нікорник заїрський
Ніко́рник заїрський (Apalis goslingi) — вид горобцеподібних птахів родини тамікових (Cisticolidae). Мешкає в Центральній Африці. Названий на честь британського офіцера і натураліста Джорджа Бенетта Гослінга, учасника експедиції Бойда Александера в 1904-1906 роках.

## Опис
Довжина птаха становить 11 см. Голова і верхня частина тіла у самця сірі, надхвістя коричневе. Крила і хвіст темно-сірі. Кінчики стернових пер охристі. Обличчя темно-сіре, горло кремово-біле. Нижня частина тіла світло-сіра, живіт білуватий. Нижні покривні пера крил білі. Очі світло-жовті або червоні, лапи рожевуваті, дзьоб чорний. Самиця схожа на самця, однак має дещо світліше обличчя. У молохих птахів верхня частина тіла оливково-зелена, горло жовте, дзьоб і лапи зеленувато-сірі, а лапи жовтуваті.

## Поширення і екологія
Заїрські нікорники поширені в Камеруні, Республіці Конго, Демократичній Республіці Конго, Центральноафриканській Республіці, Анголі та Габоні. Вони живуть в рівнинних тропічних лісах, на узліссях і галявинах. Віддають перевагу заростям на берегах річок і струмків.

## Поведінка
В Республіці Конго сезон розмноження триває з квітня по серпень. Це територіальні птахи, пара контроює прибережні зарості довжиною від 60 до 80 м.